# Phryxe discrera
Phryxe discrera là một loài ruồi trong họ Tachinidae.